# Frontera entre Tailàndia i Cambodja
La frontera entre Tailàndia i Cambodja és una línia sinuosa de 817 kilòmetres d'extensió en sentit sud-nord-est, que separa el nord-est de Cambodja de l'oest de Tailàndia. Comença al trifini entre ambdós estats amb Laos i acaba junt al golf de Tailàndia, gairebé en la latitud 12º N. El seu extrem nord està a latitud 14º 30' N. Separa, de sud a nord-est, les províncies ("Khets") cambodjanes de Pursat, província de Battambang, Pailin (ciutat amb "status" de Khat, província), Banteay Meancheay, Oddar Meancheay, Preah Vihear i Stung Treng, des les regions tailandeses d'Isaan i Central.
El seu traçat fou resultat en la seva major part dels acords franco-siamesos de 1907, i actualment el principal litigi es deu al temple de Preah Vihear i el seu entorn immediat.

## Història
Fins al final de segle xix els dos països no tenien fronteres fixes. S'estenien als territoris on vivien els pobles que rendien homenatge a l'estat sobirà en qüestió. Seran aquí els francesos, en prendre possessió de Cambodja, qui imposen la idea de delimitar zones on cadascú exerceixi el domini.

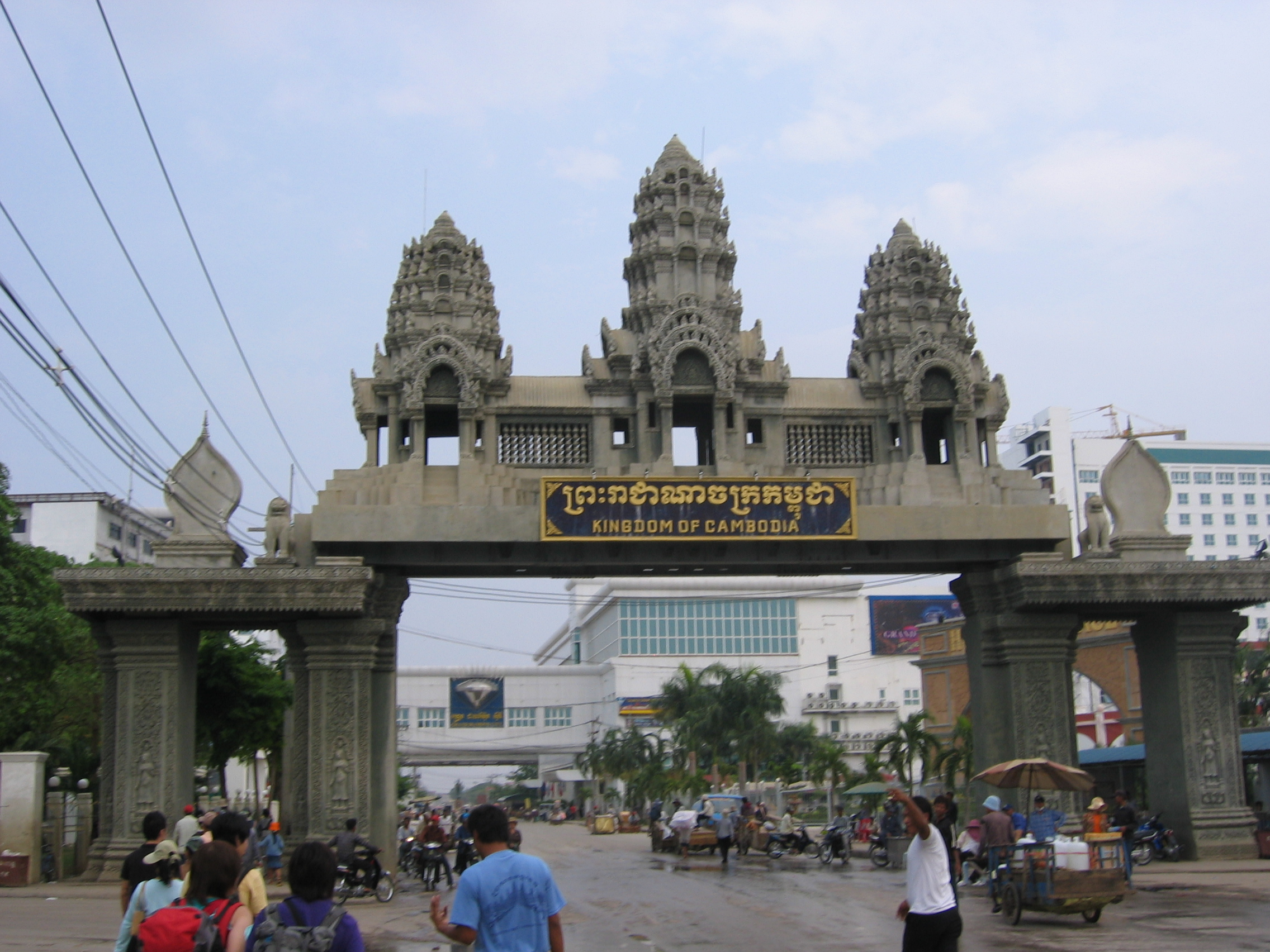
Pas fronterer cambodjà de Poipet.

El 1867 es va signar un tractat francosiamès pel qual el Siam reconeixia el protectorat francès sobre Cambodja a canvi de la plena sobirania sobre les províncies de Battambang, Siem Reap, Banteay Mean Chey i Otdar Mean Cheay. El rei Norodom, per la seva banda, desaprovà l'acord amb vehemència i afirmà que es negava a adherir-se a 
| « | un tractat en el meu nom sense la meva participació i reclamo per a mi i els meus descendents tots els meus drets sobre aquestes províncies | » |

.
Fins a la seva mort no va perdre ocasió per reclamar aquest territori, mentre que el 1900, durant un viatge a França, el seu fill Yukanthor no va dubtar a presentar Battambang i Angkor com a l' Alsàcia-Lorena de Cambodja.
Aquesta concessió a un govern a Bangkok en una posició feble pot semblar sorprenent, però era motivada per dos elements principals. El primer és que els francesos volien consolidar les seves posicions al llarg del Mekong, que esperaven per fer un curs d'aigua navegable fins al cor de la Xina i no volien embarcar-se en un nou focus de problemes potencials per pacificar. El segon està relacionat amb l'habilitat dels negociadors siamesos, que davant les dificultats de les negociacions a nivell local, decideixen enviar una delegació a París per tractar directament amb el Ministeri d'Afers Exteriors de França, que no estava familiaritzat amb les subtileses regionals i va poder aconseguir Battambang i Angkor a canvi de l'abandonament de les zones de les quals ja n'havien estat desposseïts militarment.
Però la pèrdua d'aquestes províncies fou posada en dubte, sobretot el 1903, on arran de la visita a França del rei Rama V, es proposa la creació d'un comitè conjunt responsable de resoldre definitivament els problemes fronterers. El 13 de febrer de 1904 es va crear la comissió encarregada oficialment de delimitar la frontera entre ambdós estats. Es va acordat per ambdós governs que del traçat dels mapes se n'encarregaria França, ja que el Siam no tenia prou mitjans tècnics per fer-ho. Fou dirigida pel costat francès pel comandant Fernand Bernard, qui pretextà la inconsistència del traçat previ, incorporant al protectorat regions poblades gairebé exclusivament per tailandesos per demanar canviar-les amb el que es convertiria en l'oest del regne Khmer amb les regions de Trat i Dan Sai (actualment a la província tailandesa de Loei). El Tractat de 23 de març de 1907 confirma aquest canvi i valida el retorn a Cambodja de les províncies de Battambang, Siem Reap i Sisophon. D'altra banda, al nord de Cambodja, mentre ambdues parts havien acordat seguir la línia de la cresta de les Muntanyes Dângrêk, el traçat fa una petita desviació al temple de Preah Vihear per posar-lo al costat cambodjà, creant un tipus d'enclavament que més tard es convertirà en una font de disputes.
Dos nous tractats franco-siamesos complementen els acords en 1927 i 1937, però es desenvolupa un fort ressentiment a Bangkok contra França i les fronteres que ha imposat, que es consideren il·legals. Aquesta acritud que perdura fins als nostres dies farà de Tailàndia un refugi per als rebels Khmer de tota classe (Issarak, Serei, Roig...) en oposició als règims que se succeïren a Phnom Penh.

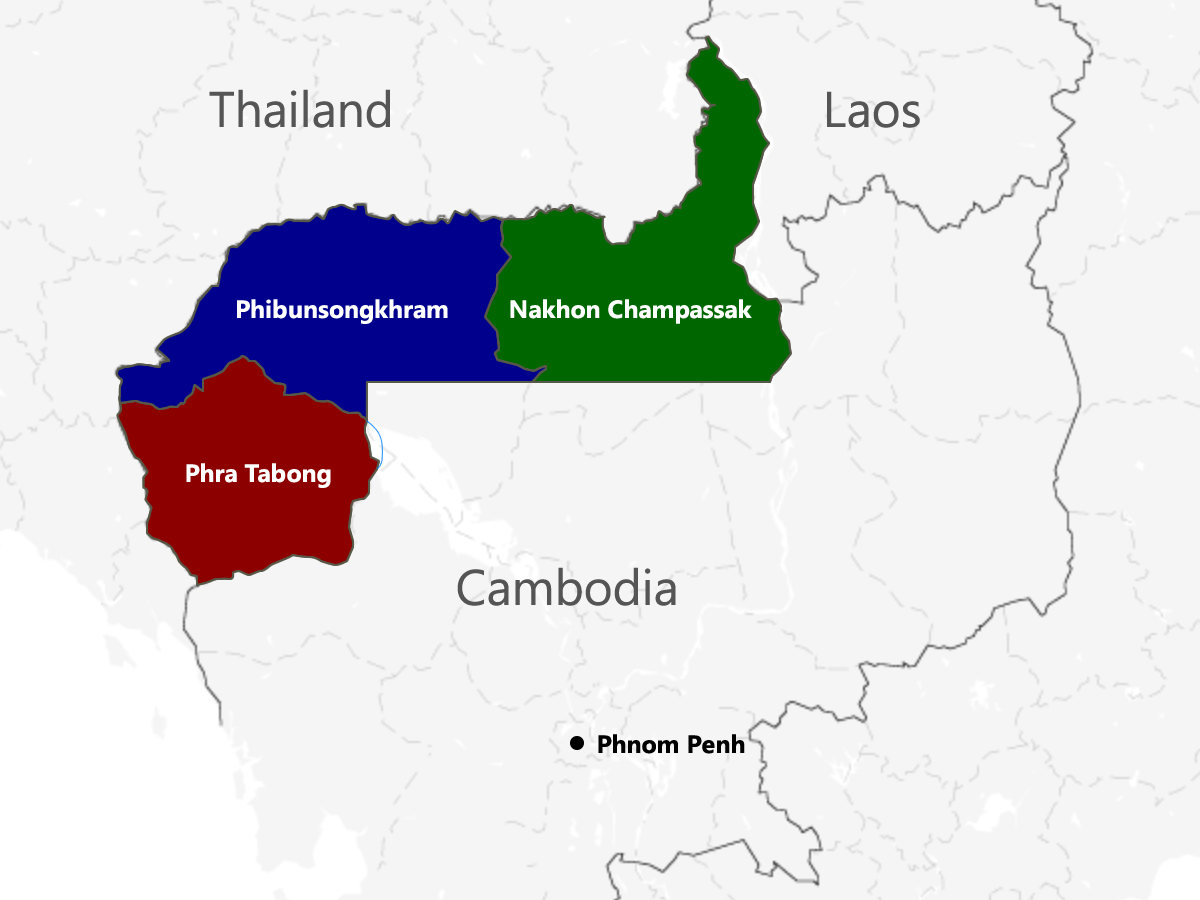
Els territoris annexats el 1940 per Tailàndia.

Durant Segona Guerra Mundial, aprofitant la derrota de França contra el Tercer Reich, Tailàndia recupera pel Conveni de Tòquio de 1941, les províncies que havia perdut al començament de segle xx. Encara que per l'acord de Washington de 1946 les ha de retornar, es nota que no abandona l'esperança de recuperar algun dia el terreny arrabassat per les potències colonials.
El 1953, després de la independència de Cambodja i la sortida dels francesos, l'exèrcit tailandès ocupa el lloc de Preah Vihear. Cambodja protesta, i el problema esdevé políticament sensible entre ambdós països. Les relacions diplomàtiques són tibants i es plantegen amenaces d'intervenció militar per ambdues parts. El 1959, Cambodja porta l'afer davant la Cort Internacional de la Haia, que el 15 de juny de 1962, va decidir per 9 vots contra 3 que el temple pertany a Cambodja. Tailàndia reaccionà vehementment i hi hagué manifestacions massives a tot el país contra la decisió. Finalment, Bangkok va acceptar a contracor abandonar el lloc.
El 1979 amb l'ofensiva vietnamita a Cambodja, la frontera es converteix en una zona de combat durant els propers vint anys. El costat tailandès s'omple de camps de refugiats i de zones de replegament pels combatents de Govern de Coalició de Kamputxea Democràtic oposats a l'Exèrcit Popular Vietnamita i els seus aliats de la República Popular de Kamputxea. Per posar fi a les discussions, les autoritats de Hanoï decidiren el 1984 l'edificació d'una línia de defensa al llarg dels 800 kilòmetres de frontera. El projecte, batejat Pla K5 i més conegut com a mur de bambú, va mobilitzar entre 140.000 i 180.000 cambodjans, però a causa de l'alt cost humà el projecte finalment fou abandonat en 1986.
La disputa de Preah Vihear va ressorgir el 2008, quan Cambodja va inscriure el temple com a Patrimoni de la humanitat. El primer ministre tailandès, Samak Sundaravej, que inicialment havia acceptat l'homologació haurà de fer marxa enrere a causa de la fúria de la seva opinió pública i desafiar la sobirania d'una part del lloc registrat. La crisi degenerà en una sèrie de demostracions de forces entre els exèrcits d'ambdós països, fins a l'any 2013, data d'un nou judici del Tribunal Internacional de Justícia que confirmà els drets de Cambodja.